# Тумановський (селище)
Тума́новський (рос. Тумановский) — селище у складі Зав'яловського району Алтайського краю, Росія. Адміністративний центр та єдиний населений пункт Зав'яловської сільської ради.

## Населення
Населення — 397 осіб (2010; 510 у 2002).
Національний склад (станом на 2002 рік):
- росіяни — 93 %